# Keiji Matsumoto
Keiji Matsumoto (jap. 松本恵二 Matsumoto Keiji; ur. 26 grudnia 1949 w Kioto, zm. 17 maja 2015) – japoński kierowca wyścigowy.

## Kariera
Matsumoto rozpoczął karierę w międzynarodowych wyścigach samochodowych w 1979 roku od startów w Japońskiej Formule 2, gdzie pięciokrotnie stawał na podium, w tym trzykrotnie na jego najwyższym stopniu. Uzbierane 79 punktów pozwoliło mu zdobyć tytuł mistrza serii. W późniejszych latach Japończyk pojawiał się także w stawce Europejskiej Formuły 2, FIA World Endurance Championship, All Japan Sports-Prototype Championship, World Sports-Prototype Championship, Japońskiej Formuły 3000, All Japan Sports Prototype Car Endurance Championship oraz 24-godzinnego wyścigu Le Mans.
W Europejskiej Formule 2 Japończyk w jednym wyścigu sezonu 1981. Jednak nie zdobywał punktów.